# Rune Fleischer
Rune Fleischer, född 1967, är en dansk barnboksförfattare och illustratör. Fleischer har skrivit och illustrerat ett hundratal barnböcker.
Många av böckerna handlar om Rolf (Otto i danskspråkiga utgåvor) – en dråplig liten man som återkommande gör bort sig, men tar motgångarna med ett leende. Böckerna vänder sig till barn som just lärt sig läsa, men passar också för äldre elever med lässvårigheter eller som lär sig ett nytt språk. Flera av böckerna finns översatta till bland annat engelska, tigrinska, pashto, polska, arabiska, somaliska och dari.